# Lista odcinków serialu Rodzina Soprano
Poniżej znajduje się lista odcinków serialu Rodzina Soprano emitowanego przez HBO w latach 1999–2007.

## Przegląd sezonów
| Sezon      | Sezon     | Odcinki         | Emisja oryginalna | Emisja oryginalna |
| Sezon      | Sezon     | Odcinki         | Premiera sezonu   | Finał sezonu      |
| ---------- | --------- | --------------- | ----------------- | ----------------- |
|            | 1         | 13              | 10 stycznia 1999  | 4 kwietnia 1999   |
|            | 2         | 13              | 16 stycznia 2000  | 9 kwietnia 2000   |
|            | 3         | 13              | 4 marca 2001      | 20 maja 2001      |
|            | 4         | 13              | 15 września 2002  | 8 grudnia 2002    |
|            | 5         | 13              | 7 marca 2004      | 6 czerwca 2004    |
|            | 6 (cz. I) | 12              | 12 marca 2006     | 4 czerwca 2006    |
| 6 (cz. II) | 9         | 8 kwietnia 2007 | 10 czerwca 2007   |                   |

## Listy odcinków

### Sezon 1 (1999)
| № | #  | Tytuł                              | Reżyseria              | Scenariusz                                  | Premiera (HBO)   |
| --- | -- | ---------------------------------- | ---------------------- | ------------------------------------------- | ---------------- |
| 1 | 1  | The Sopranos                       | David Chase            | David Chase                                 | 10 stycznia 1999 |
| Anthony Soprano, kapitan rodziny mafijnej DiMeo rozpoczyna terapię u psychiatry dr Jennifer Melfi po tym jak zaczyna miewać ataki lękowe. Jego matka, Livia, odmawia przeniesienia się do domu opieki. Wujek Tony'ego, Junior, chce użyć restauracji kolegi Tony'ego jako miejsca do egzekucji. Tony, chcąc temu zapobiec, wysadza ją w powietrze. Christopher Moltisanti, bratanek Tony'ego, zabija reprezentanta czeskiej mafii, który chciał wraz ze swoją rodziną rozkręcić interes zarządzania odpadami. |    |                                    |                        |                                             |                  |
| 2 | 2  | 46 Long                            | Dan Attias             | David Chase                                 | 17 stycznia 1999 |
| Christopher i Brendan Filone zaczynają obrabiać ciężarówki. Kiedy dowiadują się, że właściciel ciężarówek płaci Juniorowi za ochronę, każe im przestać je obrabiać. Nie reagują na jego rozkazy. Carmela prosi Tony'ego o interwencję w sprawie kradzieży auta nauczyciela ich syna, A.J.a. Po kolejnym wypadku Tony zmusza swoją matkę, wbrew jej woli, do przeprowadzenia się do domu opieki. |    |                                    |                        |                                             |                  |
| 3 | 3  | Denial, Anger, Acceptance          | Nick Gomez             | Mark Saraceni                               | 24 stycznia 1999 |
| Rodzina Soprano wynajmuje Bucców do przygotowania uroczystego obiadu. Córka Tony'ego, Meadow, prosi Christophera i Brendana o speed, aby mogła się lepiej przygotować do egzaminów. Tony przyjmuje ofertę ochrony ślubu córki Chasydzkiego żyda. Junior spuszcza surową karę na Christophera i Brendona za okradanie jego ciężarówek. |    |                                    |                        |                                             |                  |
| 4 | 4  | Meadowlands                        | John Patterson         | Jason Cahill                                | 31 stycznia 1999 |
| Tony i jego znajomy detektyw Vin Makazian śledzą dr Melfi po tym jak pojawiła się w jego śnie. Christopher żąda odpłaty na Juniorze i Mikeyu Palmice po znalezieniu Brendana martwego. Tony atakuje Mickeya tworząc historie o sporze pomiędzy Mickeyem a Juniorem. Co gorsza umiera boss rodziny DiMeo, Jackie Aprille, pozostawiając pytanie kto będzie jego następcą. |    |                                    |                        |                                             |                  |
| 5 | 5  | College                            | Allen Coulter          | Jim Manos, Jr., David Chase                 | 7 lutego 1999    |
| Tony i Meadow podróżują do Maine aby odwiedzić College. Podczas tego wyjazdu Meadow odkrywa czym zajmuje się jej ojciec. Carmela choruje na grypę i szuka pocieszenia u ojca Intintola po tym jak dowiaduje się, że terapeutą Tony'ego jest kobieta. Tony spotyka starego wspólnika, który poddał się programowi ochrony świadków, po czym zabija go gołymi rękami. |    |                                    |                        |                                             |                  |
| 6 | 6  | Pax Soprana                        | Alan Taylor            | Frank Renzulli                              | 14 lutego 1999   |
| Wujek Junior zostaje wybrany nowym bossem DiMeo. Tony stara się stworzyć drogę do Juniora, zdobywając wyrozumiałość bliskiego żydowskiego przyjaciela. Cała radość z osiemnastej rocznicy ślubu mija gdy Carmela wyznaje jak jest zaniepokojona faktem, że terapeutą Tony'ego jest kobieta. Prozac przypisany Tony'emu przez dr. Melfi przynosi niekorzystne skutki na jego libido. Śni, że jest zakochany w swojej terapeutce. Opowiada jej co czuje.                                                        |    |                                    |                        |                                             |                  |
| 7 | 7  | Down Neck                          | Lorraine Senna Ferrara | Lorraine Senna Ferrara                      | 21 lutego 1999   |
| A.J. wraz z kilkoma kolegami kradną wino mszalne i przychodzą do szkoły pijani. Tony nie przejmuje się tą sprawą dopóki szkolny psycholog nie informuje go, iż jego syn może mieć ADHD. Tony wspomina o swoim dzieciństwie na terapii. A.J. zostaje ukarany przez wysłanie go w odwiedziny do swojej babci, Livii, codziennie przez trzy tygodnie; będąc nieświadomym, że terapia jego ojca jest tajemnicą.                                                                                                   |    |                                    |                        |                                             |                  |
| 8 | 8  | The Legend of Tennessee Moltisanti | Tim Van Patten         | Frank Renzulli, David Chase                 | 28 lutego 1999   |
| Rodzina mafijna Lupertazzi schodzi do podziemia aby uniknąć interwencji FBI. Tony i jego ekipa, bez Christophera, są głównymi podejrzanymi w sprawie mafii. Christopher jest załamany swoim wykluczeniem; miewa koszmary i stara się skupić na pisaniu scenariusza, bez skutku. Jednakże odżywa kiedy nareszcie widzi swoje nazwisko w gazecie. Junior dowiaduje się od Livii, że Tony chodzi do psychoterapeuty.                                                                                             |    |                                    |                        |                                             |                  |
| 9 | 9  | Boca                               | Andy Wolk              | Jason Cahill, Robin Green, Mitchell Burgess | 7 marca 1999     |
| Rodzice są zszokowani, kiedy dowiadują się, że trener Meadow molestował jej koleżankę ze szkoły. Tony'ego dręczy rozterka – sprzątnąć pedofila, czy oddać go w ręce policji, niespodziewanie wybiera drugą opcję, co daje mu uczucie ulgi. Gossip spotyka Tony'ego i opowiada mu o intymnych sekretach z życia seksualnego Juniora. Junior czuje się upokorzony kiedy Tony rozpowiada tę informację o nim i jego dziewczynie, która szybko staje się jego byłą dziewczyną.                                    |    |                                    |                        |                                             |                  |
| 10 | 10 | A Hit is a Hit                     | Matthew Penn           | Joe Bosso, Frank Renzulli                   | 14 marca 1999    |
| Po rozmowie z Carmelą i dr Melfi Tony stara się lepiej poznać ze swoimi sąsiadami. Christopher i jego dziewczyna Adriana La Cerva zaprzyjaźniają się ze znanym raperem Massive Geniusem. Christopher zgadza się pomóc Adrianie w wydaniu płyty demo zespołu w którym jeden z członków jest byłym chłopakiem Adriany. Massive Genius chce zaskarżyć Hesha za kradzież muzycznych tantiem. |    |                                    |                        |                                             |                  |
| 11 | 11 | Nobody Knows Anything              | Henry J. Bronchtein    | Frank Renzulli                              | 21 marca 1999    |
| Vin Makazian, jeden z najbardziej zaufanych ludzi Tony'ego, przekazuje mu informację, że Sal "Big Pussy" Bonpensiero jest kapusiem. Vin popełnia samobójstwo zanim Tony dowiaduje się więcej na ten temat. Tony każe Pauliemu mieć oko na Pussiego. Mimo to jakimś cudem nagle znika, a Tony dowiaduje się, że Jimmy Altieri został przyłapany na sprzedawaniu informacji dla FBI. Po rozmowie z Livia, Junior, Mikey i Chucky Signore szykują zamach na Tony'ego.                                            |    |                                    |                        |                                             |                  |
| 12 | 12 | Isabella                           | Allen Coulter          | Robin Green, Mitchell Burgess               | 28 marca 1999    |
| Pomimo przepisaniu Prozacu i litu przez dr Melfi, Tony zapada w chroniczną depresję. Dopiero spotkanie z Izabellą, piękną włoską studentką przebywającą na wymianie studentów u jego sąsiadów podnosi go na duchu. Plany Juniora co do zabicia Tony'ego zaczynają być wprowadzane w życie. FBI przeszukuje mieszkanie rodziny Soprano. |    |                                    |                        |                                             |                  |
| 13 | 13 | I Dream of Jeannie Cusamano        | John Patterson         | David Chase                                 | 4 kwietnia 1999  |
| Junior zgadza się z Tonym w sprawie z Jimmym Altieri, który niedługo zostanie zamordowany. Tony dowiaduje się, że jego matka i wujek planują go zabić. Ostrzega dr Melfi, że jej życie może być w niebezpieczeństwie. Z pomocą Christophera, Pauliego i Silvia Dante Tony "zajmuje się" Mikeyem Palmice i Chucky'em Signore. Przyjaciel Tony'ego, Artie Bucco otwiera swoją nową restaurację, a Livia przechodzi zawał.                                                                                       |    |                                    |                        |                                             |                  |

### Sezon 2 (2000)
| № | #  | Tytuł                                     | Reżyseria           | Scenariusz                                    | Premiera (HBO)   |
| --- | -- | ----------------------------------------- | ------------------- | --------------------------------------------- | ---------------- |
| 14 | 1  | Guy Walks into a Psychiatrist's Office... | Allen Coulter       | Jason Cahill                                  | 16 stycznia 2000 |
| Kilka miesięcy później Tony zostaje donem rodziny mafijnej DiMeo. Niespodziewanie, Pussy powraca. Junior został aresztowany, a Livia leży w szpitalu po przeżytym zawale. Dr Melfi ukrywa się na prośbę Tony'ego. Siostra Tony'ego, Janice wraca w rodzinne strony.                                                                                                 |    |                                           |                     |                                               |                  |
| 15 | 2  | Do Not Resuscitate                        | Martin Bruestle     | Frank Renzulli, Robin Green, Mitchell Burgess | 23 stycznia 2000 |
| Tony stara się ustawić protest budowlańców, za który będzie musiał zapłacić wujek Junior. Adwokat Juniora załatwia wypuszczenie go z więzienia, za to został zastosowany areszt domowy. Pussy jest naciskany przez agenta FBI. Janice i Tony omawiają możliwość wydania prośby o niereanimowanie Livii po jej śmierci.                                              |    |                                           |                     |                                               |                  |
| 16 | 3  | Toodle Fucking-Oo                         | Lee Tamahori        | Frank Renzulli                                | 30 stycznia 2000 |
| Po dziesięciu latach z więzienia wychodzi Richie Aprile, brat Jackiego Aprile, i wraca do rodzinnego interesu. Jego sposób widzenia biznesu sprzed 10 laty, a to jak się wszystko odbywa teraz prowadzą do konfliktu pomiędzy nim i Tonym. Meadow rujnuje dom swojej babci, a ustalenie dla niej kary prowadzi do sporu między Carmelą a Janice.                    |    |                                           |                     |                                               |                  |
| 17 | 4  | Commendatori                              | Tim Van Patten      | David Chase                                   | 6 lutego 2000    |
| Tony, Paulie i Christopher wyjeżdżają w interesach do Włoch. Gdy mąż wyjechał, Carmela rozważa przyszłość ich małżeństwa. We Włoszech Tony dobija targu z kobietą bossem. Angie Bonpensiero zwierza się Carmeli, że chce się rozwieść z Pussym. |    |                                           |                     |                                               |                  |
| 18 | 5  | Big Girls Don't Cry                       | Tim Van Patten      | Terence Winter                                | 13 lutego 2000   |
| Jako część umowy Tony'ego, neapolitańczyk Furio Giunta przylatuje do USA jako nowy dodatek do swojej ekipy. Christopher potajemnie uczęszcza na zajęcia z aktorstwa. Pussy okazuje wrogość w stosunku do nowego przybysza. Dr Melfi postanawia wznowić sesje z Tonym.                                                                                               |    |                                           |                     |                                               |                  |
| 19 | 6  | The Happy Wanderer                        | John Patterson      | Frank Renzulli                                | 20 lutego 2000   |
| Tony dyskutuje z dr Melfi o ludziach którzy czynią go "nieszczęśliwym". Sean Gismonte i Matthew Bevilaqua zaczynają pracę podczas potajemnych gier w pokera. Kolega z liceum Tony'ego prosi go, aby ten dopuścił go do tych gier. Janice próbuje manipulować Richiem.                                                                                               |    |                                           |                     |                                               |                  |
| 20 | 7  | D-Girl                                    | Allen Coulter       | Todd A. Kessler                               | 27 lutego 2000   |
| A.J. sprzeciwia się autorytetowi rodziców i nie chce przyjąć bierzmowania. Christopher rozpoczyna romantyczne i zarazem profesjonalne wpływy podczas wchodzenia w świat kręcenia filmów. Pussy zostaje zmuszony do noszenia podsłuchu. Tony zmusza A.J.a do przyjęcia bierzmowania, i ucząc się z zajęć aktorstwa na które chodzi Christopher, stawia mu ultimatum. |    |                                           |                     |                                               |                  |
| 21 | 8  | Full Leather Jacket                       | Allen Coulter       | Robin Green, Mitchell Burgess                 | 5 marca 2000     |
| W związku ze zbliżającym się czasem rekrutacji na studia dla Meadow, Carmela stara się, przez siostrę Jeannie Cusamano, faworyzować ją. Richie stara się zdobyć zaufanie Tony'ego. Matthew i Sean wymyślają chory plan zdobycia szacunku. Życie Christophera jest zagrożone.                                                                                        |    |                                           |                     |                                               |                  |
| 22 | 9  | From Where to Eternity                    | Henry J. Bronchtein | Michael Imperioli                             | 12 marca 2000    |
| Christopher przeżywa jednominutowe zatrzymanie akcji serca i "odwiedza zaświaty". W Pauliem rośnie strach, że jest ścigani przez jego dawne ofiary. Po śmierci Seana, po jego nieudanej próbie zabicia Christophera, Tony szykuje zemstę na drugim strzelcu, Matthew Bevilaqua. Dr Melfi przeszkadza odraza do zawodu Tony'ego.                                     |    |                                           |                     |                                               |                  |
| 23 | 10 | Bust Out                                  | John Patterson      | Robin Green, Frank Renzulli, Mitchell Burgess | 19 marca 2000    |
| Tony zaczyna się bać, gdy okazuje się, że jest naoczny świadek morderstwa Matthew. Pussy sprzedaje FBI fałszywe informacje. Richie wraz z manipulantką, Janice, stara się znaleźć wsparcie u Juniora w sprawie sprzątnięcia Tony'ego. Carmela dzieli namiętne momenty ze szwagrem Davida Scatino.                                                                   |    |                                           |                     |                                               |                  |
| 24 | 11 | House Arrest                              | Tim Van Patten      | Terence Winter                                | 26 marca 2000    |
| Po rozmowie ze swoim prawnikiem, Tony postanawia spędzić jakiś czas w swoim biurze w firmie zarządzającej odpadami. Richie i Junior podejmują ryzyko rozkręcenia przynoszącego profity handlu kokainą. Zdrowie Tony'ego się pogarsza, tak samo jak zdrowie dr Melfi. Junior godzi się ze swoją byłą dziewczyna podczas aresztu domowego.                            |    |                                           |                     |                                               |                  |
| 25 | 12 | The Knight in White Satin Armor           | Allen Coulter       | Robin Green, Mitchell Burgess                 | 2 kwietnia 2000  |
| Richie nadal jest nieposłuszny w stosunku do Tony'ego, po czym oświadcza się Janice. Kiedy Tony stara się zerwać znajomość ze swoją kochanką, Iriną, ona stara się popełnić samobójstwo. Mała kłótnia przeradza się w przemoc, która rozwiązuje problemy z Janice i Richiem.                                                                                        |    |                                           |                     |                                               |                  |
| 26 | 13 | Funhouse                                  | John Patterson      | David Chase, Todd A. Kessler                  | 9 kwietnia 2000  |
| Tony dostaje zatrucia pokarmowego dzień przed zakończeniem szkoły przez Meadow; starając się wyleczyć, jego sny prowadzą go potwierdzenia podejrzeń co do starego przyjaciela. Znajduje dowody na to że Pussy jest informatorem i wraz z Silem i Pauliem kończą tę sprawę. FBI otrzymuje pozwolenie na przeszukanie domu Tony'ego i aresztuje go.                   |    |                                           |                     |                                               |                  |

### Sezon 3 (2001)
| № | #  | Tytuł                                | Reżyseria           | Scenariusz                                                                  | Premiera (HBO)   |
| --- | -- | ------------------------------------ | ------------------- | --------------------------------------------------------------------------- | ---------------- |
| 27 | 1  | Mr. Ruggerio's Neighborhood          | Allen Coulter       | David Chase                                                                 | 4 marca 2001     |
| Meadow rozpoczyna studia na Uniwersytecie Columbia. A.J. nadal ignoruje autorytet rodziców. Carmela zaczyna brać lekcje tenisa. FBI zakłada podsłuch w domu rodziny Soprano, ale ich plany komplikują się gdy w piwnicy domu wybucha bojler. Patsy Parisi planuje zemstę za śmierć swojego brata. |    |                                      |                     |                                                                             |                  |
| 28 | 2  | Proshai, Livushka                    | Tim Van Patten      | David Chase                                                                 | 4 marca 2001     |
| Tony dostaje ataku kiedy dowiaduje się, że nowym chłopakiem Meadow jest Noah Tannenbaum, żydowski Afroamerykanin. FBI chce aby Livia zeznawała przeciw Tony'emu. Jednak umiera ona z powodu rozległego wylewu. Janice wraca z Seattle aby przygotować pogrzeb i otrzymać swoją część spadku. |    |                                      |                     |                                                                             |                  |
| 29 | 3  | Fortunate Son                        | Henry J. Bronchtein | Todd A. Kessler                                                             | 11 marca 2001    |
| Tony czyni wielki krok w terapii z dr Melfi w próbie stwierdzenia co jest powodem jego ataków. Christopher staje się członkiem rodziny, ale partaczy swoje pierwsze zadanie. A.J. jest jednym z lepszych graczy w swojej drużynie footballowej, ale nieoczekiwanie dostaje ataku i mdleje, gdy zostaje kapitanem obrony. |    |                                      |                     |                                                                             |                  |
| 30 | 4  | Employee of the Month                | John Patterson      | Robin Green, Mitchell Burgess                                               | 18 marca 2001    |
| Dr Melfi sugeruje, aby Tony przyszedł na sesję ze swoją żoną Carmelą, aby starać się przejść na następny poziom w terapii. Wbrew zakazom Tony'ego, Ralph Cifaretto zaczyna wprowadzać Jackiego Aprile Jr do rodzinnego biznesu. Dr Melfi rozważa, aby poprosić Tony'ego o zemstę na człowieku, który ją napadł i zgwałcił. |    |                                      |                     |                                                                             |                  |
| 31 | 5  | Another Toothpick                    | Jack Bender         | Terence Winter                                                              | 25 marca 2001    |
| Wspólna sesja Tony'ego i Carmeli nie idzie najlepiej. Bobby Bacala Sr. wraca z emerytury aby zemścić się na Mustangu Sally. Wujek Junior dzieli się z Tonym diagnozą o raku. Meadow nieświadomie zabiera do akademika lampkę w której FBI ukryło podsłuch. |    |                                      |                     |                                                                             |                  |
| 32 | 6  | University                           | Allen Coulter       | David Chase, Terence Winter, Todd A. Kessler, Robin Green, Mitchell Burgess | 1 kwietnia 2001  |
| Tancerka z Bada Bing związana z Ralphem zwraca się do Tony'ego. Życie towarzyskie Meadow w college'u staje się coraz gorsze. Związek Ralpha z jedną z tancerek Bada Bing prowadzi do śmierci. Tony jest poruszony śmiercią młodej dziewczyny. |    |                                      |                     |                                                                             |                  |
| 33 | 7  | Second Opinion                       | Tim Van Patten      | Lawrence Konner                                                             | 8 kwietnia 2001  |
| Wujek Junior przechodzi operację usunięcia raka żołądka. Żona (wdowa) Pussy'ego skarży się Carmeli, że ma mało pieniędzy. Tony reaguje na to stanowczo, dając jej do zrozumienia ze dostaje wystarczająco dużo. Carmela rozważa wpłacenie dużej sumy pieniędzy dla Uniwersytetu Columbia. Dostaje także wstrząsającą radę od psychoterapeuty rekomendowanego przez dr Melfi. Tony zaczyna się martwić o jakość leczenia Juniora. |    |                                      |                     |                                                                             |                  |
| 34 | 8  | He Is Risen                          | Allen Coulter       | Robin Green, Todd A. Kessler, Mitchell Burgess                              | 15 kwietnia 2001 |
| Tony czyje, że Ralph jest winny przeprosin, ale jednocześnie odcina go od Bada Bing. Meadow zaczyna poważny związek z Jackie Jr. Tony rozważa kupno nowego auta. Po kolejnej zniewadze Tony odwołuje zaproszenie dla Ralpha i Rosalie Aprile na uroczysty obiad z okazji święta dziękczynienia. |    |                                      |                     |                                                                             |                  |
| 35 | 9  | The Telltale Moozadell               | Dan Attias          | Michael Imperioli                                                           | 22 kwietnia 2001 |
| Tony daje dobre rady dla Jackiego, w sprawie jego związku z Meadow, ale ten nie chce go słuchać. Związek pozamałżeński Tony'ego rozwija się. W dniu urodzin Carmeli, A.J., wraz z przyjaciółmi, niszczy szkolną własność, ale mimo to szkoła nie zawiesza go. Christopher przejmuje klub nocny i daje go w prezencie Adrianie.                                                                                                   |    |                                      |                     |                                                                             |                  |
| 36 | 10 | ...To Save Us All From Satan's Power | Jack Bender         | Robin Green, Mitchell Burgess                                               | 29 kwietnia 2001 |
| Zbliża się Boże Narodzenie i Janice oferuje, że ona w tym roku ugotuje uroczysty obiad. Bobby Bacala zostaje zwerbowany do odegrania roli św. Mikołaja na corocznym przyjęciu w Satriale. Jackie Jr zaczyna wkraczać na złą drogę i Tony stara się go z tego wyciągnąć. |    |                                      |                     |                                                                             |                  |
| 37 | 11 | Pine Barrens                         | Steve Buscemi       | Tim Van Patten, Terence Winter                                              | 6 maja 2001      |
| Standardowa egzekucja staje się dramatem dla Pauliego i Christophera. Po próbie zabicia rosyjskiego dłużnika w lesie, gubią się i ledwo co udaje im się wyjść z tego cało, podczas gdy Rosjanin ucieka. Związek Tony'ego psuje się, tak samo jak związek Meadow i Jackie Jr. |    |                                      |                     |                                                                             |                  |
| 38 | 12 | Amour Fou                            | Tim Van Patten      | David Chase                                                                 | 13 maja 2001     |
| Tony prosi dr Melfi o radę w sprawie swojego związku z Glorią. Kiedy ścieżki Carmeli i Glorii krzyżują się Tony postanawia zerwać tę znajomość aby wyeliminować ryzyko. Jackie Jr wraz ze znajomymi postanawia zrobić "chory" skok, aby zyskać szacunek. |    |                                      |                     |                                                                             |                  |
| 39 | 13 | Army of One                          | John Patterson      | David Chase, Lawrence Konner                                                | 20 maja 2001     |
| Tony każe Ralphowi podjąć decyzję o losie Jackie Jr. A.J. zostaje wyrzucony ze szkoły i jego rodzice rozważają wysłanie go do szkoły wojskowej. Przed wysłaniem zostaje odkryte, że A.J. odziedziczył charakterystyczne cechy po swoim ojcu. Policja stanowa przygotowuje zasadzkę na pogrzebie Jackiego Jr. |    |                                      |                     |                                                                             |                  |

### Sezon 4 (2002)
| № | #  | Tytuł                            | Reżyseria           | Scenariusz                                                 | Premiera (HBO)       |
| --- | -- | -------------------------------- | ------------------- | ---------------------------------------------------------- | -------------------- |
| 40 | 1  | For All Debts Public and Private | Allen Coulter       | David Chase                                                | 15 września 2002     |
| Tony pomaga Juniorowi z rachunkami które się nagromadziły. Carmela chce dowiedzieć się więcej o finansach rodziny. Christopher dostaje informacje o mężczyźnie który prawdopodobnie zabił jego ojca. Adriana zaprzyjaźnia się z agentką FBI w przebraniu.                                                                           |    |                                  |                     |                                                            |                      |
| 41 | 2  | No Show                          | John Patterson      | Terence Winter, David Chase                                | 22 września 2002     |
| Nasilają się pretensje na temat nominacji Christophera jako kapitana ekipy Pauliego. Meadow popada w depresję i oznajmia, że przeprowadza się do Europy. Adriana dowiaduje się, że jej nowa przyjaciółka Danielle jest tak naprawdę agentką Ciccerone. Tony zaczyna się przejmować gdy Janice i Ralph rozpoczynają poważny związek. |    |                                  |                     |                                                            |                      |
| 42 | 3  | Christopher                      | Tim Van Patten      | Maria Laurino, Michael Imperioli                           | 29 września 2002     |
| Pierwszy proces w rodzinie Soprano od 16 lat, pozwanym jest Corrado Soprano (Junior). Grupa indian planuje zakłócić przebieg uroczystości z okazji dnia Kolumba. Bobby Bacala staje się wdowcem. Ralph zostaje odtrącony przez coraz większą liczbę ludzi.                                                                          |    |                                  |                     |                                                            |                      |
| 43 | 4  | The Weight                       | Jack Bender         | Terence Winter                                             | 6 października 2002  |
| Johnny Sack wścieka się na Ralpha, który zażartował sobie z wagi jego żony, Ginny. Carmela odkrywa, że pociąga ją Furio, który urządza "parapetówkę". Tony martwi się, że Meadow porzuci karierę po tym jak zatrudnia się jako wolontariuszka.                                                                                      |    |                                  |                     |                                                            |                      |
| 44 | 5  | Pie-O-My                         | Henry J. Bronchtein | Robin Green, Mitchell Burgess                              | 13 października 2002 |
| Ralph inwestuje pieniądze w konia wyścigowego którego Tony zostaje wspólnikiem. Adriana spotyka się z nowym agentem FBI, któremu będzie przekazywać informacje. Przejmowanie się finansami przez Carmelę napręża atmosferę pomiędzy nią a Tonym. Janice rozpoczyna znajomość z Bobbym Bacala.                                       |    |                                  |                     |                                                            |                      |
| 45 | 6  | Everybody Hurts                  | Steve Buscemi       | Michael Imperioli                                          | 20 października 2002 |
| Uzależnienie Christophera od heroiny coraz gorzej na niego wpływa. Tony dowiaduje się, że Gloria Trillo, popełniła samobójstwo. Po utracie dużej ilości gotówki Artie Bucco rozważa popełnienie samobójstwa. A.J. staje się zazdrosny o bogactwo jego nowej dziewczyny.                                                             |    |                                  |                     |                                                            |                      |
| 46 | 7  | Watching Too Much Television     | John Patterson      | David Chase, Robin Green, Terence Winter, Mitchell Burgess | 27 października 2002 |
| Po czterech miesiącach nieobecności, Paulie zostaje wypuszczony i rodzina organizuje dla niego przyjęcie w Bada Bing. Adriana szuka sposobu na zaręczenie się z Christopherem, ale tylko dlatego, że mogłaby się powołać na małżeński przywilej i odmówić zeznań przeciw niemu.                                                     |    |                                  |                     |                                                            |                      |
| 47 | 8  | Mergers and Acquisitions         | Dan Attias          | David Chase, Robin Green, Terence Winter, Mitchell Burgess | 3 listopada 2002     |
| Tony rozważa rozpoczęcie kolejnego związku. Paulie martwi się o dobry byt jego matki w Green Grove. Furio szuka porady co ma zrobić ze swoimi uczuciami w stosunku do Carmeli, nie zważając czy jest to obustronne uczucie. |    |                                  |                     |                                                            |                      |
| 48 | 9  | Whoever Did This                 | Tim Van Patten      | Robin Green, Mitchell Burgess                              | 10 listopada 2002    |
| Junior wykorzystuje sposób na zawieszenie procesu. Ralph rozpacza kiedy jego syn zostaje ciężko ranny i nie wiadomo czy przeżyje. Tony mści się po tym jak dowiedział się o śmierci konia Pie-O-My, który zginął pożarze stajni. |    |                                  |                     |                                                            |                      |
| 49 | 10 | The Strong, Silent Type          | Alan Taylor         | David Chase                                                | 17 listopada 2002    |
| Tony interweniuje i wysyła Christophera na odwyk. Ludzie zastanawiają się gdzie jest Ralph Cifaretto. Furio stara się zachować dystans do Carmeli. |    |                                  |                     |                                                            |                      |
| 50 | 11 | Calling All Cars                 | Tim Van Patten      | David Chase, Robin Green, Terence Winter, Mitchell Burgess | 24 listopada 2002    |
| Sposób uniknięcia procesu przez Juniora nie powodzi się. Janice stara się sterować Bobbym Bacala aby wyprowadzić go ze smutku w jakim się znajduje. Dr Melfi może stracić jednego z najciekawszych pacjentów. |    |                                  |                     |                                                            |                      |
| 51 | 12 | Eloise                           | James Hayman        | Terence Winter                                             | 1 grudnia 2002       |
| Bez uprzedzenia Furio wraca z powrotem do Włoch, powodując złość Tony'ego, i łamiąc serce Carmeli. Restauracja Carmina zostaje zniszczona przez wandali. Coroczna herbatka Meadow z jej matką staje się powodem sporu. Paulie i Silvio spierają się. Johnny Sack zajmuje pozycję która może dużo zmienić.                           |    |                                  |                     |                                                            |                      |
| 52 | 13 | Whitecaps                        | John Patterson      | Robin Green, David Chase, Mitchell Burgess                 | 8 grudnia 2002       |
| Proces Juniora zmierza ku końcowi. Tony chce kupić domek nad morzem dla swojej rodziny. Jego starania o zachowanie małżeństwa zostają zaprzepaszczone przez telefon od jego kochanki, Iriny. Po zmianie planów Christopher jest zmuszony do zabicia dwóch niedoszłych zabójców.                                                     |    |                                  |                     |                                                            |                      |

### Sezon 5 (2004)
| № | #  | Tytuł                        | Reżyseria         | Scenariusz                                 | Premiera (HBO)   |
| --- | -- | ---------------------------- | ----------------- | ------------------------------------------ | ---------------- |
| 53 | 1  | Two Tonys                    | Tim Van Patten    | Terence Winter, David Chase                | 7 marca 2004     |
| Tony stara się pokazać dr Melfi swoją drugą stronę, ale nie powodzi mu się. Carmela i A.J. odkrywają dziką naturę w swoim ogrodzie. Carmine Lupertazzi przechodzi zawał, otwierający drzwi do walki z Nowym Jorkiem. |    |                              |                   |                                            |                  |
| 54 | 2  | Rat Pack                     | Alan Taylor       | Matthew Weiner                             | 14 marca 2004    |
| Członkowie mafii z Nowego Jorku i New Jersey zostają wypuszczeni z więzienia. Wśród nich jest też kuzyn Tony'ego, Tony Blundetto. Carmine Lupertazzi umiera wywołując w Nowym Jorku i New Jersey niepokój. |    |                              |                   |                                            |                  |
| 55 | 3  | Where's Johnny?              | John Patterson    | Michael Caleo                              | 21 marca 2004    |
| Chory Junior zaczyna szukać swojego zmarłego brata. Tony ma plan związany z Nowym Jorkiem w których nie najlepiej wpłynie na Johnny'ego Sack. Między Pauliem i Feechem La Manna zgrzyta w sprawie koszenia trawników. |    |                              |                   |                                            |                  |
| 56 | 4  | All Happy Families...        | Rodrigo García    | Toni Kalem                                 | 28 marca 2004    |
| A.J. bawił się w nocy w Nowym Jorku. Nadużywa tym samym cierpliwości Carmeli która oddaje go pod opiekę Tony'ego. Po serii nadużyć w stosunku do Tony'ego, Feech La Manna wraca do więzienia. Na rozkaz Johnny'ego Sack pierwsza krew zostaje przelana w New Jersey.                                                                                                   |    |                              |                   |                                            |                  |
| 57 | 5  | Irregular Around the Margins | Allen Coulter     | Robin Green, Mitchell Burgess              | 4 kwietnia 2004  |
| Podczas gdy Christopher wyjechał w sprawach interesu, o mało nie dochodzi do romansu pomiędzy Adrianą a Tonym. Podczas ich wspólnego powrotu z Horse House następuje wypadek samochodowy, w którym ranna zostaje Adriana. Wszyscy myślą, że do zdarzenia doszło podczas zbliżenia z Tonym. Gdy Christopher wraca wpada w szał. Sytuacje ratuje pomysł kuzyna Tony'ego. |    |                              |                   |                                            |                  |
| 58 | 6  | Sentimental Education        | Peter Bogdanovich | Matthew Weiner                             | 11 kwietnia 2004 |
| Carmela ustala zasady na podstawie których A.J. będzie mógł wrócić do niej. Jednocześnie rozpoczyna romans ze szkolnym doradcą, który wiedzie ją do pewnych niemiłych odkryć. Tony Blundetto powraca do życia gangstera po tym, jak zaprzepaszcza próbę wyjścia na prostą.                                                                                             |    |                              |                   |                                            |                  |
| 59 | 7  | In Camelot                   | Steve Buscemi     | Terence Winter                             | 18 kwietnia 2004 |
| Tony spotyka kochankę swojego ojca, która opowiada mu o nim, oraz o psie Tony'ego. Junior popada w depresje po tym jak uczestniczy w kilku pogrzebach. Christopher pomaga swojemu sponsorowi AA, z przewidywalnym rezultatem. |    |                              |                   |                                            |                  |
| 60 | 8  | Marco Polo                   | John Patterson    | Michael Imperioli                          | 25 kwietnia 2004 |
| Carmela urządza przyjęcie urodzinowe dla swojego taty Hugh z okazji 75 urodzin, oraz godzi się z Tonym. Gdy konflikt z Nowym Jorkiem rośnie, Tony B. zostaje poproszony przez starego sojusznika o wykonanie zleconego mu morderstwa. |    |                              |                   |                                            |                  |
| 61 | 9  | Unidentified Black Males     | Tim Van Patten    | Matthew Weiner, Terence Winter             | 2 maja 2004      |
| Meadow załatwia pracę swojemu chłopakowi. Tony wyznaje dr Melfi prawdę o aresztowaniu jego kuzyna, kiedy Tony B. staje się podejrzanym o zabicie jednego z ludzi Johnny'ego Sack. Tony i Carmela otrzymują zaskakujące wiadomości. |    |                              |                   |                                            |                  |
| 62 | 10 | Cold Cuts                    | Mike Figgis       | Robin Green, Mitchell Burgess              | 9 maja 2004      |
| Janice wdaje się w bójkę z jedną z matek podczas meczu piłki nożnej Sophii. Tony B. i Christopher odwiedzają farmę swojego wujka aby wykopać kilka ciał przy czym przypominają sobie niemiłe wspomnienia z dzieciństwa. |    |                              |                   |                                            |                  |
| 63 | 11 | The Test Dream               | Allen Coulter     | David Chase, Matthew Weiner                | 16 maja 2004     |
| Tony przenosi się do hotelu Plaza aby odpocząć, ale śni mu się powracający koszmar. Tony Blundetto bez zgody miesza się w morderstwo znajomego, czym grozi wciągnięcie New Jersey do konfliktu w Nowym Jorku. |    |                              |                   |                                            |                  |
| 64 | 12 | Long Term Parking            | Tim Van Patten    | Terence Winter                             | 23 maja 2004     |
| FBI wymusza zeznania Adriany, kiedy widzi jak chce ukryć ślady morderstwa, co prowadzi do tragicznych konsekwencji. Tony godzi się z Carmelą. Kiedy Nowy Jork chce zabić Tony'ego Blundetto, Tony wstawia się za nim. |    |                              |                   |                                            |                  |
| 65 | 13 | All Due Respect              | John Patterson    | David Chase, Robin Green, Mitchell Burgess | 6 czerwca 2004   |
| Presja z wewnątrz i z zewnątrz zmusza Tony'ego do zabicia swojego kuzyna aby uspokoić wszystkich uwikłanych w tę sprawę. A.J. rozwija swoją bystrość w biznesie. Carmela odkrywa na nowo swoje szczęście. Walki w Nowym Jorku kończą się, ale nadal czekają na zwycięzcę. Johnny Sack zostaje aresztowany przez FBI                                                    |    |                              |                   |                                            |                  |

### Sezon 6 (2006-2007)
| № | #  | Tytuł                             | Reżyseria      | Scenariusz                                                  | Premiera (HBO)   |
| Część I |    |                                   |                |                                                             |                  |
| --- | -- | --------------------------------- | -------------- | ----------------------------------------------------------- | ---------------- |
| 66 | 1  | Members Only                      | Tim Van Patten | Terence Winter                                              | 12 marca 2006    |
| Eugene Pontecorvo planuje wyprowadzić się na Florydę. Hesh i jego zięć stają się ofiarami brutalnej napaści. FBI traci informatora z ekipy Tony'ego i szuka jakiegoś zastępstwa. Zdezorientowany wujek Junior atakuje Tony'ego. |    |                                   |                |                                                             |                  |
| 67 | 2  | Join the Club                     | David Nutter   | David Chase                                                 | 19 marca 2006    |
| Ranny Tony śni, że jest w podróży i podczas niej traci swoją osobowość. Jego rodzina i przyjaciele cały czas przy nim czuwają. Carmela dowiaduje się, że A.J. został skreślony z listy studentów. A.J. mówi ojcu, że zemści się na Juniorze za to co mu zrobił.                                                                                    |    |                                   |                |                                                             |                  |
| 68 | 3  | Mayham                            | Jack Bender    | Matthew Weiner                                              | 26 marca 2006    |
| Silvio decyduje o przyznaniu sobie działki z akcji Pauliego. Stara się także rozwiązać spór o terytorium pomiędzy Vitem a Bobbym. Carmela ucieka się do nieoczekiwanych środków aby pomóc A.J.'owi. Christopher wreszcie wraca do branży filmowej. Stan zdrowia Tony'ego nieoczekiwanie zmienia się.                                               |    |                                   |                |                                                             |                  |
| 69 | 4  | The Fleshy Part of the Thigh      | Alan Taylor    | Diane Frolov, Andrew Schneider                              | 2 kwietnia 2006  |
| Tony i Johnny Sack starają się jak najkorzystniej dla każdego z nich sprzedać firmę Barone Sanitation. Tony zaprzyjaźnia się z jednym z pacjentów. Bobby Bacala zawiera umowę z młodym raperem. Paulie jest zaszokowany informacją jego ciotki. Na koniec chce przechytrzyć Tony'ego i jego autorytet w celu zwiększenia zasobów swojego portfela. |    |                                   |                |                                                             |                  |
| 70 | 5  | Mr. & Mrs. John Sacrimoni Request | Steve Buscemi  | Terence Winter                                              | 9 kwietnia 2006  |
| Johnny Sack dostaje przepustkę na wesele córki. Tony zatrudnia nowego kierowcę i ochroniarza, Perry'ego Annunziata. Tony odwiedza dr Melfi po raz pierwszy od postrzału. Podczas wesela Johnny prosi Tony'ego o przysługę, która dotyczy Rusty'ego Millio.                                                                                         |    |                                   |                |                                                             |                  |
| 71 | 6  | Live Free or Die                  | Tim Van Patten | David Chase, Terence Winter, Robin Green, Mitchell Burgess  | 16 kwietnia 2006 |
| Tony dyskutuje z innymi członkami czy dać Vitovi drugą szansę. Christopher podaje argument który rusza sprawę między Tonym a Johnnym Sack. Po tym jak jego orientacja seksualna wychodzi na jaw, Vito Spatafore przenosi się do New Hampshire i zaczyna nowe życie.                                                                                |    |                                   |                |                                                             |                  |
| 72 | 7  | Luxury Lounge                     | Danny Leiner   | Matthew Weiner                                              | 23 kwietnia 2006 |
| Restauracja Artiego Bucco ma problemy spowodowane przez Benny'ego Fazio. Christopher i Little Carmine starają się przekonać Hollywoodzką gwiazdę, aby zagrała w ich filmie. |    |                                   |                |                                                             |                  |
| 73 | 8  | Johnny Cakes                      | Tim Van Patten | Diane Frolov, Andrew Schneider                              | 30 kwietnia 2006 |
| Tony jest kuszony ofertą sprzedaży jednego z budynków przez piękną agentkę nieruchomości. Vito nadal się ukrywa. A.J. odwiedza Juniora, co kończy się zaskoczeniem dla niego i jego ojca. |    |                                   |                |                                                             |                  |
| 74 | 9  | The Ride                          | Alan Taylor    | Terence Winter                                              | 7 maja 2006      |
| Christopher oznajmia zaskakującą informację związaną z jego nową dziewczyną i wraca do starych nawyków. Paulie musi zapłacić za obcięcie kosztów związanych z bezpieczeństwem na corocznej włoskiej paradzie, oraz dowiaduje się, że może być nieuleczalnie chorym. Tony i Chris przeprowadzają akcje ze "starej szkoły", okradając złodziei.      |    |                                   |                |                                                             |                  |
| 75 | 10 | Moe N' Joe                        | Steve Shill    | Matthew Weiner                                              | 14 maja 2006     |
| Tony wykorzystuje nieobecność Johnny'ego i jego kosztem poprawia swoje stosunki z siostrą. Bacala zostaje napadnięty i ciężko poturbowany podczas zbierania pieniędzy. Vito wyznaje Jimowi czym zajmował się naprawdę, zanim się u niego zjawił oraz podejmuje ważne decyzje na przyszłość, tak jak Johnny Sack.                                   |    |                                   |                |                                                             |                  |
| 76 | 11 | Cold Stones                       | Tim Van Patten | Diane Frolov, David Chase, Andrew Schneider                 | 21 maja 2006     |
| Carmela wraz z Rosalie wyjeżdża na wycieczkę do Paryża. Meadow planuje wyprowadzić się do Kalifornii. Vito wraca do New Jersey i zostaje zabity przez Phila Leotardo. |    |                                   |                |                                                             |                  |
| 77 | 12 | Kaisha                            | Alan Taylor    | Terence Winter, David Chase, Matthew Weiner                 | 4 czerwca 2006   |
| Tony pomaga Carmeli w załatwieniu formalności na budowę domu. Christopher zaczyna spotykać się z niedoszłą kochanką Tony'ego. A.J. rozpoczyna pracę na budowie, gdzie rozpoczyna nowy związek. Phil Leotardo ląduje w szpitalu. |    |                                   |                |                                                             |                  |
| Część II |    |                                   |                |                                                             |                  |
| 78 | 1  | Soprano Home Movies               | Tim Van Patten | Diane Frolov, Andrew Schneider, David Chase, Matthew Weiner | 8 kwietnia 2007  |
| Tony wraz z Carmelą udają się nad jezioro, do domku Baccalierich. Cała czwórka poświęca się aktywnemu wypoczynkowi. Wspólnie obchodzą urodziny Tony'ego, zakończone zaskakującym finałem. Bobby wykonuje powierzone mu zadanie bez zająknięcia. |    |                                   |                |                                                             |                  |
| 79 | 2  | Stage 5                           | Alan Taylor    | Terence Winter                                              | 15 kwietnia 2007 |
| Film Chrisa i Carmine'a ma swoją premierę. Wywołuje mieszane uczucia. Chris stara się uspokoić sytuację. John Sacramoni przegrywa walkę z rakiem płuc. Rodzina Lupertazzi ma nowego bossa. |    |                                   |                |                                                             |                  |
| 80 | 3  | Remember When                     | Phil Abraham   | Terence Winter                                              | 22 kwietnia 2007 |
| FBI prowadzi śledztwo w sprawie zabójstwa sprzed lat. Tony wyjeżdża z Pauliem na zasłużony urlop. Sytuacja wujka Juniora w zakładzie zamkniętym ulega skomplikowaniu. |    |                                   |                |                                                             |                  |
| 81 | 4  | Chasing It                        | Tim Van Patten | Matthew Weiner                                              | 29 kwietnia 2007 |
| Tony spotyka się z żoną Vita Spatafore. Interweniuje w jej sprawie. Przyjaźń Tony'ego z Heshem przechodzi kryzys. A.J. oświadcza się ukochanej. Pech w zakładach bukmacherskich jest przyczyną kłopotów finansowych Tony'ego. |    |                                   |                |                                                             |                  |
| 82 | 5  | Walk Like a Man                   | Terence Winter | Terence Winter                                              | 6 maja 2007      |
| Anthony'ego Juniora dosięga depresja. Ojciec próbuje mu pomóc wszelkimi sposobami. Paulie popada w konflikt z Christopherem. Pijany Chris odwiedza znajomego scenarzystę. |    |                                   |                |                                                             |                  |
| 83 | 6  | Kennedy and Heidi                 | Alan Taylor    | David Chase, Matthew Weiner                                 | 13 maja 2007     |
| Podróż Tony'ego i Chrisa z Nowego Jorku kończy się wypadkiem. Cała ekipa pogrąża się w rozpaczy. Tony ucieka od przykrych wydarzeń. |    |                                   |                |                                                             |                  |
| 84 | 7  | The Second Coming                 | Tim Van Patten | Terence Winter                                              | 20 maja 2007     |
| Anthony Junior zmienia się pod wpływem depresji. Ojciec udaremnia jego próbę popełnienia samobójstwa. Pomiędzy rodzinami z New Jersey i Nowego Jorku narasta konflikt. |    |                                   |                |                                                             |                  |
| 85 | 8  | The Blue Comet                    | Alan Taylor    | David Chase, Matthew Weiner                                 | 3 czerwca 2007   |
| Trwa wojna pomiędzy poróżnionymi rodzinami. Planowany zamach na Phila Leotardo zakończył się fiaskiem. Pierwszymi ofiarami mafijnej wojny są Bobby i Silvio. W ekipie Tony'ego trwa maksymalna mobilizacja. |    |                                   |                |                                                             |                  |
| 86 | 9  | Made in America                   | David Chase    | David Chase                                                 | 3 czerwca 2007   |
| Tony z pomocą Carmine'a organizuje spotkanie pojednawcze, bez bossa rodziny Lupertazzi. Phil Leotardo zostaje namierzony i usunięty. Chorego Juniora odwiedza bratanek. Rodzina Soprano spotyka się na wspólnej kolacji. |    |                                   |                |                                                             |                  |